# Cand.theol.
 Denne artikel omhandler overvejende eller alene danske forhold. Hjælp gerne med at gøre artiklen mere almen.
Cand.theol. (candidatus/candidata theologiæ) er en person, der har afsluttet den teologiske kandidateksamen fra et universitet. Benævnes ofte fejlagtigt præst i daglig tale, men helt korrekt er personen ikke præst i folkekirken, før vedkommende er blevet ordineret efter et halvt års videreuddannelse ved pastoralseminariet og udnævnelse af kirkeministeren til en stilling som præst i den danske folkekirke.

## Danmark
I Danmark udbydes uddannelsen ved Aarhus Universitet og Københavns Universitet. Det teologiske studie i henholdsvis København og Aarhus er et ikke-konfessionelt studie, og alle uanset om man er troende eller ej, kan studere teologi på universitetet. Desuden kan man studere teologi ved Dansk Bibel-Institut i København, som tilbyder både en 3-årig og en 4-årig bachelor akkrediteret af Fjellhaug International University College i Oslo, og Menighedsfakultetet i Århus, som tilbyder en 4½-årig Bachelor of Theology (Honors) gennem University of South Africa i Pretoria. Disse uddannelsesinstitutioner blev oprettet som en protest imod den videnskabelige bibelkritik på Aarhus og Københavns Universitet.
I 1916 blev Rigmor Karen Sofie Larsen (1892-1979) den første kvinde i Danmark til at blive cand.theol., i øvrigt med det højeste snit på universitetet, hun ernærede sig dog som gårdejer og lærerinde.